# أرليت يفبفر
أرليت يفبفر هي طبيبة نفسية كندية، ولدت في 26 يوليو 1947.